# He-Man: Defender of Grayskull
He-Man: Defender of Grayskull (tạm dịch: He-Man: Người bảo vệ Đầu lâu xám) là trò chơi điện tử nối tiếp tựa game He-Man: Power of Grayskull trên Game Boy Advance. Trò chơi do hãng Savage Entertainment phát triển và Midas Interactive Entertainment phát hành cho hệ máy PlayStation 2 vào năm 2005. Mặc dù được hoàn thành và thậm chí còn xuất hiện trên danh sách tương thích muộn với Xbox 360, nhưng trò chơi chẳng bao giờ được phát hành trên Xbox và GameCube. 